# Herzogiella
Herzogiella là một chi rêu trong họ Hypnaceae.